# Liste der Kreisstraßen im Landkreis Potsdam-Mittelmark

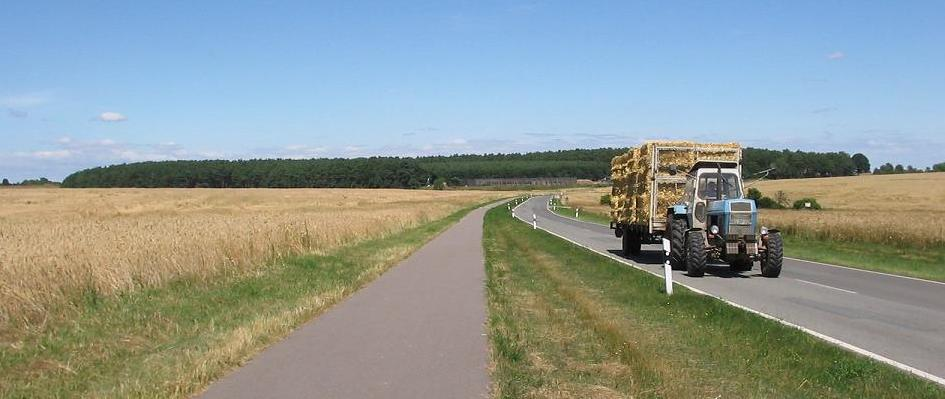
K 6926 bei Grubo

Die Liste der Kreisstraßen im Landkreis Potsdam-Mittelmark ist eine Auflistung der Kreisstraßen im brandenburgischen Landkreis Potsdam-Mittelmark.

## Abkürzungen
- K: Kreisstraße
- L: Landesstraße

## Liste
Die Kreisstraßen behalten die ihnen zugewiesene Nummer nicht bei einem Wechsel in einen anderen Landkreis oder in eine kreisfreie Stadt. Nicht vorhandene bzw. nicht nachgewiesene Kreisstraßen werden in Kursivdruck gekennzeichnet, ebenso Straßen und Straßenabschnitte, die unabhängig vom Grund (Herabstufung zu einer Gemeindestraße oder Höherstufung) keine Kreisstraßen mehr sind.
Der Straßenverlauf wird in der Regel von Nord nach Süd und von West nach Ost angegeben.
| Nr.    | Verlauf |
| ------ | --- |
| K 6901 | L 76 in Teltow – L 794 in Ruhlsdorf |
| K 6902 | L 77 in Güterfelde – K 6903 in Schenkenhorst                                                                                               |
| K 6903 | L 77 – K 6904 – Nudow – L 79 – Schenkenhorst – Sputendorf – L 794                                                                          |
| K 6904 | K 6903 – Fahlhorst – Kreisgrenze – (K 7232 im Landkreis Teltow-Fläming)                                                                    |
| K 6905 | – Wilhelmshorst – L 77 in Langerwisch |
| K 6907 | L 90 – Ferch – Neuseddin – |
| K 6908 | – Petzow – Löcknitz – Ferch Nord |
| K 6909 | Ferch Ost – Flottstelle – Caputh – Michendorf –                                                                                            |
| K 6910 | (Potsdam) – Kreisgrenze – Wildpark-West – Geltow – Fähre Caputh                                                                            |
| K 6913 | – Elsholz – Wittbrietzen |
| K 6914 | Lühsdorf – L 80 |
| K 6915 | – Niebel – Niebelhorst – L 812 |
| K 6916 | Brachwitz – L 851 |
| K 6917 | L 88 in Kanin – Borkwalde – Borkheide – |
| K 6918 | L 85 in Linthe – L 851 in Schlalach |
| K 6919 | L 85 in Jeserig – Niederwerbig – K 6920 – in Haseloff                                                                                      |
| K 6920 | Grabow – K 6919 |
| K 6921 | – Schwabeck – Feldheim – L 812 – in Marzahna                                                                                               |
| K 6922 | L 82 – Zixdorf – K 6923 – Landesgrenze – (K 2012 im Landkreis Wittenberg, Sachsen-Anhalt)                                                  |
| K 6923 | L 83 – Garrey – K 6922 in Zixdorf |
| K 6925 | L 84 in Raben – /L 831 |
| K 6926 | in Preußnitz – Bad Belzig – K 6933 – Bergholz – K 6927 – L 84 – Grubo – L 831 in Mützdorf                                                  |
| K 6927 | L 95 in Lübnitz – Hagelberg – K 6934 – – Klein Glien – Borne – K 6933 – Bergholz – K 6926 – Kranepuhl – K 6930 – Dahnsdorf – Mörz – K 6928 |
| K 6928 | in Schwanebeck bei Bad Belzig – Baitz – K 6930 – Neschholz – Ziezow – K 6929 – Locktow – K 6927 – /                                        |
| K 6929 | – K 6928 in Ziezow |
| K 6930 | K 6928 – Lüsse – Kuhlowitz – Preußnitz – Kranepuhl – K 6927 – Lühnsdorf – K 6932 – L 82 in Niemegk                                         |
| K 6932 | K 6930 in Lühnsdorf – Buchholz bei Niemegk – L 84 in Rädigke                                                                               |
| K 6933 | K 6926 in Bad Belzig – K 6927 in Borne |
| K 6934 | in Neuehütten – Schlamau – Schmerwitz – K 6935 – K 6927 in Hagelberg                                                                       |
| K 6935 | L 94 – Verlorenwasser – K 6936 – Werbig – L 95 – K 6934 – Schmerwitz –                                                                     |
| K 6936 | K 6935 in Verlorenwasser – Weitzgrund |
| K 6937 | K 6938 in Görzke – Reppinichen – in Reetz                                                                                                  |
| K 6938 | Hohenlobbese – Wutzow – K 6937 – in Görzke                                                                                                 |
| K 6939 | L 96 in Rogäsen – Viesen – Mahlenzien West                                                                                                 |
| K 6940 | in Jeserig – Schenkenberg – Trechwitz – L 86 in Damsdorf                                                                                   |
| K 6941 | L 911 – Grabow – Lünow |
| K 6942 | (K 6308 im Landkreis Havelland) – Kreisgrenze – Riewend – L 912 in Bagow                                                                   |
| K 6943 | – Fredersdorf |
| K 6944 | in Köpernitz – Landesgrenze – (Sachsen-Anhalt) – Landesgrenze – Landesgrenze am nordwestlichen Straßenrand – Dretzen                       |
| K 6945 | L 93 – Steinberg – Grebs – L 94 in Gräben bei Ziesar                                                                                       |
| K 6946 | Boecke – L 93 |
| K 6947 | Mahlenzien Süd – Wenzlow – L 93 in Grüningen                                                                                               |
| K 6948 | Kreisgrenze – Reckahn – in Rotscherlinde                                                                                                   |
| K 6949 | Kreisgrenze – Rietz – L 88 in Prützke |
| K 6950 | L 86 in Lehnin – Rädel Nord |
| K 6951 | in Groß Kreutz (Havel) – Bochow |
| K 6952 | Bliesendorf Ost – Elisabethhöhe – Kreisgrenze am südlichen Straßenrand – L 90 in Glindow                                                   |
| K 6953 | L 99 – Hohenferchesar |
| K 6954 | Warchau – Wusterwitz – L 96 |
| K 6955 | Schlunkendorf – |
| K 6956 | Salzbrunn – |
| K 6957 | – Rietz bei Treuenbrietzen |
| K 6958 | L 82 in Zeuden – Lobbese |